# جاك كومانس
جاك كومانس (بالفرنسية: Jacques Coomans)‏ كان دراج بلجيكي.

## روابط خارجية
- جاك كومانس على موقع أرشيف الدراجات (الإنجليزية)
- جاك كومانس على موقع إحصائيات الدراجات الإحترافية (الإنجليزية)